# Papyrus 46
Papyrus 46 (auch mit dem Sigel {\displaystyle {\mathfrak {P}}}46 oder P. Chester Beatty II bezeichnet) ist eines der ältesten existierenden Manuskripte des Neuen Testaments. Das wahrscheinlichste Datum der Entstehung liegt zwischen den Jahren 175 und 225 n. Chr.
Der Papyrus gehörte einst zu den biblischen Chester-Beatty-Papyri. Gemäß der Website Bible Research enthält es (in der Reihenfolge) die letzten acht Kapitel des Römerbriefs, den vollständigen Hebräerbrief, beinahe den gesamten 1. und 2. Korintherbrief, die vollständigen Briefe an die Epheser, Galater, Philipper und Kolosser sowie zwei Kapitel des 1. Briefs an die Thessalonicher. Sämtliche Blätter haben durch Alterung einige Zeilen an der Unterseite verloren.

## Inhalt
{\displaystyle {\mathfrak {P}}}46 enthält den Text der Paulusbriefe fast vollständig. Einige Blätter fehlen, während andere noch in der Chester Beatty Library (CB) oder an der University of Michigan (Mich.) zu finden sind.
| Folio         | Inhalt                                                          | Ort   |
| ------------- | --------------------------------------------------------------- | ----- |
| 1–7           | Römer 1,1–5,17                                                  | fehlt |
| 8             | Römer 5,17–6,14                                                 | CB    |
| 9–10          | Römer 6,14–8,15                                                 | fehlt |
| 11–15         | Römer 8,15–11,35                                                | CB    |
| 16–17         | Römer 11,35–14,8                                                | Mich. |
| 18 (Fragment) | Römer 14,9–15,11                                                | CB    |
| 19–28         | Römer 15,11 – Hebräer 8,8                                       | Mich. |
| 29            | Heb 8,9–9,10                                                    | CB    |
| 30            | Heb 9,10–26                                                     | Mich. |
| 31–39         | Heb 9,26 – 1. Korinther 2,3                                     | CB    |
| 40            | 1. Kor 2,3–3,5                                                  | Mich. |
| 41 - 69       | 1. Kor 3,6 – 2. Korinther 9,7                                   | CB    |
| 70–85         | 2. Kor 9,7 – Ende, Epheser, Galater 1,1–6,10                    | Mich. |
| 86–94         | Gal 6,10 – Ende, Philipper, Kolosser, 1. Thessalonicher 1,1–2,3 | CB    |
| 95–96         | 1. Thess 2,3–5,5                                                | fehlt |
| 97 (Fragment) | 1. Thess 5,5; 23–28                                             | CB    |
| 98–104        | Inhalt unsicher (siehe unten)                                   | fehlt |

### Seitengröße
Die Seiten haben eine Größe von etwa 28 × 16 cm und sind in einer Spalte von durchschnittlich 11,5 cm beschrieben. Auf jeder Seite befinden sich zwischen 26 und 32 Zeilen Text, obwohl sowohl die Zeilenbreite als auch die Zeilenanzahl zum Ende hin zunimmt. Die Zeilen am unteren Ende sind beschädigt: 1–2 Zeilen fehlen im ersten Viertel, 2–3 in der mittleren Hälfte und bis zu sieben Zeilen im letzten Viertel.

### Die fehlenden Blätter
Die sieben fehlenden Blätter am Anfang enthielten offensichtlich den Beginn des Römerbriefes. Der Inhalt der fehlenden sieben Blätter am Ende ist jedoch nicht sicher. Es wäre genügend Platz für den 2. Thessalonicherbrief und vielleicht auch für Philemon, jedoch nicht für die Pastoralbriefe. Kenyon rechnete aus, dass 2. Thessalonicher zwei Blätter benötigen würde, und somit fünf Blätter oder 10 Seiten übrig wären. In dieser Schriftgröße benötigte 1. Timotheus 8,25 Seiten, 2. Timotheus 6 Seiten, Titus 3,5 Seiten und Philemon 1,5 Seiten – zusammen also 19,25 Seiten, obwohl nur 10 verfügbar sind.

### Lesemarkierungen
In den Büchern Römer, Hebräer und den späteren Kapiteln von 1. Korinther finden sich kleine und dicke Striche oder Punkte. Man ist sich im Allgemeinen darin einig, dass diese von einem Leser des Manuskriptes später hinzugefügt wurden, da die Farbe stets schwächer ist als jene des Textes selbst. Diese Markierungen scheinen sinngemäße Einteilungen zu sein, wie sie auch in heutigen Bibeln in Form von Kapiteln und Versen zu finden ist. Solche Markierungen finden sich auch in Teilen von {\displaystyle {\mathfrak {P}}}45. Es ist somit ein Hinweis, dass beide Kodizes zum Lesen in der Gemeinde verwendet wurden.

## Herkunft
Die Herkunft von {\displaystyle {\mathfrak {P}}}46 ist unbekannt, obwohl es sehr wahrscheinlich ist, dass er ursprünglich in den Ruinen einer alten christlichen Kirche oder eines Klosters entdeckt wurde. Der Entdeckung in Kairo zufolge wurde das Manuskript von einem Händler aufgebrochen. Zehn Blätter wurden von Chester Beatty im Jahre 1930 gekauft, Michigan erwarb sechs Blätter 1931 und 24 weitere im Jahre 1933. 1935 erwarb Chester Beatty noch einmal 46 Blätter. Seine Erwerbungen bilden heute die Chester Beatty Biblical Papyri, bestehend aus elf Codices biblischen Materials.

## Datierung
Die Datierung des Manuskripts allein auf Grundlage der Paläographie ist wie bei anderen Manuskripten recht unsicher. Der erste Bearbeiter von Teilen der Papyri H. A. Sanders schlug ein mögliches Datum in der späten zweiten Hälfte des dritten Jahrhunderts vor. Ein späterer Bearbeiter, F. G. Kenyon, bevorzugte dagegen eine Datierung auf die erste Hälfte des 3. Jahrhunderts. Die Handschrift wird nun manchmal auf etwa 200 datiert. Young Kyu Kim schlug dagegen ein außergewöhnlich frühes Datum um ca. 80 n. Chr. vor. Griffin kritisierte Kims Datierung und ordnete das „wahrscheinlichste Datum“ unter 175–225 ein, bei einem „95% Vertrauensintervall“ für Daten zwischen 150 und 250.